# Фабіньйо (футболіст, 1980)
Фабіо Алвес Фелікс (порт. Fábio Alves Félix, нар. 10 січня 1980, Сан-Бернарду-ду-Кампу), відоміший під прізвиськом Фабіньйо (порт. Fabinho) — бразильський футболіст, що грав на позиції півзахисника. Відомий за виступами в низці бразильських і закордонних клубів, зокрема, за «Корінтіанс», «Сантус», «Сересо Осака» і «Тулуза». Володар Кубка Бразилії. Дворазовий переможець Ліги Пауліста. Після закінчення виступів на футбольних полях — бразильський футбольний тренер.

## Ігрова кар'єра
Фабіо Алвес Фелікс народився 1980 року в місті Сан-Бернарду-ду-Кампу, та є вихованцем футбольної школи клубу «Сан-Каетану». Дорослу футбольну кар'єру розпочав 2000 року в основній команді того ж клубу, в якому грав до кінця року.
З початку 2001 року Фабіньйо став гравцем клубу «Корінтіанс», у якому грав до середини 2004 року. У складі «Корінтіанс» у 2002 році футболіст став володарем Кубка Бразилії, а в 2003 році переможцем Ліги Пауліста.
У 2004 році Фабіньйо перейшов до складу японської команди «Сересо Осака», у складі якої грав до кінця 2005 року. У 2006 році футболіст повертається на батьківщину, де став гравцем клубу «Сантус», у складі якого він вдруге став переможцем Ліги Пауліста. Ще в 2006 році Фабіньйо перейшов до складу французького клубу «Тулуза», в якому грав до кінця 2007 року, після чого керівництво клубу віддало гравця в оренду до його колишнього клубу «Корінтіанс». У 2009 році вже на правах постійного контракту Фабіньйо став гравцем іншого бразильського клубу «Крузейру». На початку 2011 року футболіст став гравцем японського клубу «Йокогама», проте ще цього року перейшов до бразильського клубу «Баїя», у складі якого грав до кінця 2012 року. На початку 2013 року футболіст перейшов до клубу «Сан-Каетану», а в 2014 році завершив виступи на футбольних полях.

## Тренерська кар'єра
У 2017 році Фабіньйо став асистентом головного тренера клубу «Корінтіанс», у якому працював до 2020 року. У 2020 році колишній футболіст був головним тренером клубу «Сан-Каетану». У 2023 році Фабіньйо став асистентом головного тренера клубу «Інтернасьйонал» (Лімейра), і в цьому ж році він нетривалий час був виконуючим обов'язки головного тренера клубу, після чого повернувся до роботи асистентом головного тренера клубу.

## Титули і досягнення
- Володар Кубка Бразилії (1):

«Корінтіанс»: 2002
- Переможець Ліги Пауліста (2):

«Корінтіанс»: 2003
«Сантус»: 2006